# エンスト
エンストとは、英語で原動機の一種を指すエンジン（Engine）と、失速を意味するストール（Stall）をそれぞれ略してつなげた日本の造語で、運転者の意図に関わりなくエンジンが停止してしまう現象。エンストの原因としてわかりやすいのは燃料の不足である。

## 自動車におけるエンスト
MT車の運転時に比較的多い状況として、発進時のクラッチ操作やギヤの選択を誤るとエンストを起こすことがある。直流電動機などと異なり、内燃機関は低回転域でのトルクが小さいため、エンジンが負荷に打ち勝って動き続けるには、一定の回転数を維持する必要がある。ところが、発進するときなどは車輪は回っていないため、いきなりエンジンとつなぐと回転が遅くなって止まってしまう。MT車にはエンジンとトランスミッションをつないだり放したりするクラッチという機構があり、発進時には半クラッチという操作でこれを微妙につないで駆動力を少しずつタイヤに伝え、走り出してから完全につなぐように操作する。この間、アクセルペダルを同時に操作してエンジンの回転を維持、あるいは少しずつ増速させないと必要なトルクが得られず、ストールする。
AT車では多くの場合トルクコンバータを使うのでこのような現象は起こらないとされるが、高速走行中に急ブレーキなどでタイヤをロックさせたり、本来の進行方向とは逆方向に動く（Dレンジに入れているにもかかわらず急坂で後退する）などで、まれにエンストする場合がある。ほかにもエンジンの点火プラグの損耗、エアフロメーターやエアフィルターの汚れ、バッテリー電圧の低下（機械式噴射ポンプのディーゼルエンジンを除く）、エンジンコントロールユニット (ECU) の不具合などで、燃料調節が狂うとエンストすることがある。